# Liste des châteaux de l'Ain
La liste des châteaux de l'Ain recense de manière non exhaustive les châteaux (de défense ou d'agrément), maisons fortes, mottes féodales, situés dans le département français de l'Ain. Il est fait état des inscriptions et classements au titre des monuments historiques.
L'architecture militaire est très présente dans le département de l'Ain. Au XIe siècle, les comtes de Savoie s'établissent en Valromey et dans la région de Belley. En 1272, ils reçoivent la Bresse en dot puis le Revermont cédé par le duc de Bourgogne. Leur expansionnisme se heurte à la politique du Dauphiné qui convoite les mêmes régions. Une guerre d'un demi-siècle oppose les deux camps. Ainsi, de nombreux châteaux forts hérissent la contrée : Allymes, Saint-Denis, Château-Gaillard…
Chaque commune possède un ou plusieurs châteaux, allant de la ruine romantique, fréquente en Bugey, à la maison forte transformée au cours des âges en paisible gentilhommière, perdue au milieu des fermes dans le bocage bressan. 

## Liste
| Icône            | Signification    | Abréviations             | Abréviations                  | Abréviations             | Abréviations           |
| ---------------- | ---------------- | ------------------------ | ----------------------------- | ------------------------ | ---------------------- |
| Château fort     | Château fort     | = Bastide                | = Ferme fortifiée             | = Maison forte           | = (Néo-)Palladianisme  |
| Renaissance      | Renaissance      | = Château gascon         | = Folie (montpelliéraine)     | = Manoir, Gentilhommière | = Résidence épiscopale |
| Domaine viticole | Domaine viticole | = Classicisme, classique | = Forteresse, fort(ification) | = Maison (noble)         | = Style Beaux-Arts     |
| Palais           | Palais           | = Commanderie            | = Gothique (flamboyant)       | = Néo-baroque            | = Style Second Empire  |
| Ruine ou disparu | Ruine, disparu   | = Château pinardier      | = Hôtel particulier           | = Néo-classique          | = Style italianisant   |
|                  |                  | = Demeure seigneuriale   | ... = Style Louis XII...XVI   | = Néo-gothique           | = Style troubadour     |
|                  |                  | = Éclectisme             | = Logis (seigneurial)         | = Néo-Renaissance        | = Villa (de Nice)      |
| Baroque, rococo  | Baroque, rococo  | = Édifice religieux      | = Motte castrale/féodale      | = Pavillon de chasse     | = Styles du XXe siècle |

| Type                                         | Château                                    | Commune                                                    | Protection                                                        | Notes                                                     | Coordonnées                 | Illustration |
| -------------------------------------------- | ------------------------------------------ | ---------------------------------------------------------- | ----------------------------------------------------------------- | --------------------------------------------------------- | --------------------------- | ------------ |
| Château fort · Ruine ou disparu              | Vieux Bourg de L'Abergement-Clémenciat     | L'Abergement-Clémenciat                                    | Classé MH (1994) · Notice no PA00132969                           | XIVe siècle                                               | 46° 09′ 33″ N, 4° 55′ 11″ E |              |
| Néo-gothique                                 | Château de L'Abergement-Clémenciat         | L'Abergement-Clémenciat                                    |                                                                   | vers 1700 et XIXe siècle                                  | 46° 09′ 31″ N, 4° 55′ 08″ E |              |
| Château fort                                 | Château des Allymes                        | Ambérieu-en-Bugey                                          | Classé MH (1960, 1993) · Inscrit MH (1967) · Notice no PA00116288 | XIVe et XVIe siècles                                      | 45° 58′ 25″ N, 5° 24′ 37″ E |              |
| Château fort · Ruine ou disparu              | Château d'Ambérieux-en-Dombes              | Ambérieux-en-Dombes                                        | Classé MH (1905) · Inscrit MH (2019) · Notice no PA00116290       | XVe siècle, trois tours ont été conservées                | 45° 59′ 50″ N, 4° 54′ 11″ E |              |
| Renaissance                                  | Château d'Ambronay (Château de Blains)     | Ambronay (Mairie d'Ambronay)                               |                                                                   | XVIe siècle                                               | 46° 00′ 28″ N, 5° 21′ 40″ E |              |
| Château fort                                 | Château d'Andert                           | Andert-et-Condon                                           | Inscrit MH (1990) · Notice no PA00116603 · Notice no IA01000326   | XVe et XVIIIe siècles, château perché                     | 45° 46′ 55″ N, 5° 39′ 47″ E |              |
| Château fort · Classicisme, classique        | Château d'Anglefort                        | Anglefort                                                  | Inscrit MH (1974) · Notice no PA00116292                          | Moyen Age, reconstruit en 1741                            | 45° 54′ 48″ N, 5° 48′ 46″ E |              |
| Commanderie                                  | Château de l'Aumusse (de Laumusse)         | Crottet (Chemin de l'Aumusse)                              |                                                                   | Moyen Âge, était une importante commanderie templière     | 46° 17′ 22″ N, 4° 54′ 07″ E |              |
| Néo-Renaissance                              | Château des Avaneins                       | Mogneneins                                                 |                                                                   | XIXe siècle, hébergement                                  | 46° 08′ 37″ N, 4° 49′ 09″ E |              |
| Forteresse, fort(ification)                  | Fort-les-Bancs                             | Virignin                                                   |                                                                   | 1840-1849                                                 | 45° 42′ 52″ N, 5° 43′ 25″ E |              |
| Château fort                                 | Château de la Barre                        | Brégnier-Cordon                                            |                                                                   | XIVe siècle                                               | 45° 37′ 56″ N, 5° 37′ 22″ E |              |
| Château fort · Renaissance                   | Château de la Bâtie                        | Montceaux                                                  | Inscrit MH (2006) · Notice no PA00116429                          | XIIIe et XVIe siècles, XIXe siècle                        | 46° 05′ 44″ N, 4° 49′ 29″ E |              |
| Styles xxe siècle                            | Château de Beau-Logis                      | Mionnay                                                    |                                                                   | XXe siècle                                                | 45° 53′ 45″ N, 4° 58′ 00″ E |              |
| Maison (noble)                               | Château de Beaujeu                         | Romans (Impasse du Château de Beaujeu)                     |                                                                   | XXe siècle, maison bourgeoise                             | 46° 07′ 15″ N, 5° 00′ 28″ E |              |
|                                              | Château de Beaumont                        | Saint-Étienne-sur-Chalaronne (Route de Thoissey)           | Inscrit MH (2006) · Notice no PA01000020                          | XIXe siècle                                               | 46° 09′ 28″ N, 4° 51′ 32″ E |              |
|                                              | Château de Beauregard                      | Beauregard                                                 |                                                                   | XIIIe et XIXe siècles                                     | 46° 00′ 02″ N, 4° 45′ 15″ E |              |
| Château fort · Ruine ou disparu              | Château de Beauretour                      | Saint-Germain-les-Paroisses                                | Inscrit MH (2003) · Notice no PA01000010                          | vers 1400                                                 | 45° 46′ 53″ N, 5° 37′ 25″ E |              |
|                                              | Château de Bellevue                        | Saint-Didier-sur-Chalaronne (Chemin de Bellevue)           |                                                                   | parc à l'anglaise                                         | 46° 11′ 25″ N, 4° 49′ 51″ E |              |
|                                              | Château de Béost                           | Vonnas                                                     | Inscrit MH (2016) · Notice no PA01000044                          | XVIIIe et XIXe siècles                                    | 46° 11′ 45″ N, 4° 59′ 41″ E |              |
|                                              | Château médiéval de Bey                    | Bey (Allée de l'Église)                                    |                                                                   |                                                           | 46° 12′ 46″ N, 4° 51′ 00″ E |              |
|                                              | Château Bouchet                            | Fareins                                                    |                                                                   | XIXe siècle, parc avec 180 essences d'arbres              | 46° 01′ 13″ N, 4° 45′ 49″ E |              |
| Maison forte                                 | Château de Bouligneux                      | Bouligneux                                                 | Inscrit MH (1926) · Notice no PA00116316                          | début du XIVe siècle, maison forte                        | 46° 01′ 27″ N, 4° 59′ 29″ E |              |
|                                              | Château de Bourdonnel                      | Saint-André-d'Huiriat (Chemin du Bourdonnel)               |                                                                   |                                                           | 46° 12′ 27″ N, 4° 55′ 33″ E |              |
|                                              | Château de Brénon                          | Saint-Just (Rue de la Torchère)                            |                                                                   |                                                           | 46° 11′ 05″ N, 5° 16′ 57″ E |              |
|                                              | Château du Breuil-de-Monthieux             | Monthieux                                                  |                                                                   |                                                           |                             |              |
|                                              | Château de La Bruyère                      | Saint-Bernard (48 quai Sainte-Catherine)                   | Inscrit MH (1997) · Notice no PA01000007                          | XVIIIe siècle                                             | 45° 57′ 06″ N, 4° 44′ 10″ E |              |
| Château fort · Ruine ou disparu              | Donjon de Buenc                            | Hautecourt-Romanèche                                       | Inscrit MH (1974) · Notice no PA00116411                          | milieu du XIIe siècle                                     | 46° 09′ 29″ N, 5° 24′ 27″ E |              |
|                                              | Château du Carillon                        | Mogneneins (Montée de Serrans)                             |                                                                   |                                                           | 46° 08′ 56″ N, 4° 49′ 03″ E |              |
|                                              | Château de Challes                         | Saint-Didier-sur-Chalaronne (Avenue des Écoles)            |                                                                   | XVIIe et XIXe siècles                                     | 46° 10′ 33″ N, 4° 47′ 57″ E |              |
|                                              | Château de Champdor                        | Champdor                                                   |                                                                   | début du XVIIIe siècle                                    | 46° 00′ 53″ N, 5° 35′ 51″ E |              |
|                                              | Château de Chanay                          | Chanay                                                     |                                                                   | XIVe siècle                                               | 46° 00′ 16″ N, 5° 47′ 11″ E |              |
|                                              | Château de Chânes                          | Béligneux (Route du Dauphiné)                              |                                                                   |                                                           | 45° 50′ 55″ N, 5° 09′ 38″ E |              |
| Maison forte                                 | Château de Châtenay                        | Chanoz-Châtenay                                            | Inscrit MH (1987) · Notice no PA00116362                          | XIe siècle, maison forte                                  | 46° 11′ 10″ N, 5° 01′ 09″ E |              |
|                                              | Château du Chapuis                         | Romans (Route du Chapuis)                                  |                                                                   |                                                           | 46° 07′ 27″ N, 4° 59′ 22″ E |              |
|                                              | Château de la Chassagne                    | Neuville-les-Dames                                         |                                                                   |                                                           | 46° 08′ 37″ N, 4° 59′ 20″ E |              |
| Château fort · Ruine ou disparu              | Château de Châtillon-sur-Chalaronne        | Châtillon-sur-Chalaronne                                   | Inscrit MH (1927) · Notice no PA00116366                          | XVe siècle                                                | 46° 07′ 18″ N, 4° 57′ 21″ E |              |
| Château fort                                 | Château de Chavagneux                      | Genouilleux (Chavagneux)                                   | Inscrit MH (1942) · Notice no PA00116405                          | XIIIe siècle                                              | 46° 07′ 36″ N, 4° 47′ 51″ E |              |
| Château fort                                 | Château de Chazey-sur-Ain                  | Chazey-sur-Ain                                             | Inscrit MH (1987) · Notice no PA00116377                          | XIIe siècle                                               | 45° 53′ 44″ N, 5° 15′ 12″ E |              |
| Château fort                                 | Château de Chenavel                        | Jujurieux                                                  |                                                                   | XIVe siècle                                               | 46° 03′ 54″ N, 5° 23′ 12″ E |              |
| Maison (noble)                               | Château de Chevigney                       | Neuville-les-Dames (Place du Chapitre)                     | Inscrit MH (1980) · Notice no PA00116441                          | XVIIIe siècle, maison                                     | 46° 09′ 47″ N, 5° 00′ 11″ E |              |
| Maison forte                                 | Château Chiloup                            | Dagneux (Dagneux)                                          |                                                                   | XIVe siècle, maison forte                                 | 45° 50′ 59″ N, 5° 04′ 29″ E |              |
| Maison (noble)                               | Château de Chiloup                         | Saint-Martin-du-Mont (Saint-Martin-du-Mont)                |                                                                   | XIVe et XIXe siècles                                      | 46° 05′ 02″ N, 5° 17′ 56″ E |              |
|                                              | Château de Cillery                         | Jassans-Riottier                                           |                                                                   | XIXe siècle                                               | 45° 59′ 43″ N, 4° 45′ 19″ E |              |
| Logis                                        | Château de Clerdan                         | Romans (Allée de Clerdan)                                  |                                                                   | milieu du XIXe siècle                                     | 46° 06′ 22″ N, 4° 59′ 11″ E |              |
| Maison forte                                 | Château de Coiselet                        | Matafelon-Granges (Coiselet)                               | Inscrit MH (1983) · Notice no PA00116423                          | XIVe siècle, maison forte                                 | 46° 17′ 23″ N, 5° 35′ 15″ E |              |
|                                              | Château de Corcelles                       | Trévoux                                                    | Inscrit MH (1996) · Notice no PA01000004                          | vers 1840                                                 | 45° 56′ 51″ N, 4° 45′ 42″ E |              |
| Château fort · Ruine ou disparu              | Château de Cordon                          | Brégnier-Cordon                                            |                                                                   | XIIe siècle                                               | 45° 37′ 25″ N, 5° 37′ 33″ E |              |
| Château fort · Ruine ou disparu              | Château de Cornillon                       | Saint-Rambert-en-Bugey                                     |                                                                   | XIIe siècle                                               | 45° 56′ 59″ N, 5° 26′ 17″ E |              |
|                                              | Château de Crassy                          | Divonne-les-Bains                                          |                                                                   | XIXe siècle                                               | 46° 21′ 23″ N, 6° 08′ 02″ E |              |
| Château fort · Ruine ou disparu              | Château de Cuchet                          | Saint-Sorlin-en-Bugey                                      |                                                                   | XIIIe siècle?                                             | 45° 52′ 59″ N, 5° 22′ 35″ E |              |
| Château fort                                 | Château de la Cueille                      | Poncin (La Cueille)                                        |                                                                   | XIIIe siècle                                              | 46° 06′ 30″ N, 5° 25′ 22″ E |              |
| Ruine ou disparu                             | Château du Déaux                           | Mogneneins (Chemin du Deaulx)                              |                                                                   | XIVe et XVIIe siècles                                     | 46° 09′ 31″ N, 4° 48′ 52″ E |              |
|                                              | Château de Divonne                         | Divonne-les-Bains                                          |                                                                   | XVIIIe et XIXe siècles, endommagé par un incendie 2017    | 46° 21′ 23″ N, 6° 08′ 02″ E |              |
| Château fort · Ruine ou disparu              | Château de Dorches                         | Chanay (La Dorches)                                        | Inscrit MH (1927) · Notice no PA00116361                          | XIIe siècle                                               | 45° 59′ 48″ N, 5° 47′ 42″ E |              |
|                                              | Château de Dortan                          | Dortan                                                     | Inscrit MH (1997) · Notice no PA01000005                          | XVe et XVIIIe siècles                                     | 46° 19′ 03″ N, 5° 39′ 36″ E |              |
|                                              | Château de Douglas                         | Montréal-la-Cluse (Avenue François Pierre de Douglas)      |                                                                   |                                                           | 46° 11′ 10″ N, 5° 34′ 21″ E |              |
| Maison forte                                 | Château des Éclaz                          | Cheignieu-la-Balme (Les Eclaz)                             | Inscrit MH (1988) · Notice no PA00116378                          | XIIIe et XVIIe siècles, maison forte                      | 45° 49′ 30″ N, 5° 36′ 14″ E |              |
|                                              | Château d'Épeyssoles                       | Vonnas (Route de Mézériat)                                 |                                                                   |                                                           | 46° 14′ 03″ N, 5° 00′ 16″ E |              |
|                                              | Château de la Falconnière                  | Saint-André-d'Huiriat (Chemin de la Falconnière)           |                                                                   |                                                           | 46° 12′ 48″ N, 4° 55′ 14″ E |              |
|                                              | Château de Ferney-Voltaire                 | Ferney-Voltaire                                            | Classé MH (1958) · Notice no PA00116395                           | XVIIIe siècle                                             | 46° 15′ 21″ N, 6° 06′ 29″ E |              |
|                                              | Château de Fetan                           | Trévoux (Route de Saint-Bernard)                           | Inscrit MH (1973) · Notice no PA00116583                          | XVIIe siècle                                              | 45° 56′ 35″ N, 4° 44′ 59″ E |              |
|                                              | Château de Fléchères                       | Fareins                                                    | Classé MH (1985) · Inscrit MH (2001) · Notice no PA00116393       | XVIIe et XIXe siècles                                     | 46° 01′ 51″ N, 4° 45′ 30″ E |              |
|                                              | Château de Fleyriat                        | Viriat                                                     | Inscrit MH (2013) · Notice no PA01000038                          | XVIIIe et XIXe siècles                                    | 46° 13′ 40″ N, 5° 12′ 36″ E |              |
| Château fort · Ruine ou disparu              | Château de Florimont                       | Gex                                                        |                                                                   | XIVe siècle                                               |                             |              |
|                                              | Château de la Garde                        | Bourg-en-Bresse (La Garde)                                 |                                                                   |                                                           | 46° 11′ 01″ N, 5° 15′ 29″ E |              |
|                                              | Château de Genoud                          | Certines (Genoud)                                          | Inscrit MH (2006) · Notice no PA01000018                          | XIVe et XVIIe siècles                                     | 46° 07′ 33″ N, 5° 16′ 03″ E |              |
|                                              | Château de Gourdans                        | Saint-Jean-de-Niost                                        |                                                                   | XVIIIe siècle                                             | 45° 49′ 45″ N, 5° 13′ 38″ E |              |
|                                              | Château du Grand-Casset                    | La Boisse (Chemin du Grand-Casset)                         |                                                                   | détruit en 2017                                           | 45° 50′ 53″ N, 5° 02′ 12″ E |              |
|                                              | Château des Greffets                       | Viriat (Chemin de l'Aigrefeuille)                          |                                                                   |                                                           | 46° 15′ 10″ N, 5° 11′ 13″ E |              |
|                                              | Château de la Griffonnière                 | Bâgé-Dommartin (Impasse de la Griffonnière, Bâgé-la-Ville) |                                                                   | XVIIe et XIXe siècles                                     | 46° 18′ 32″ N, 4° 56′ 29″ E |              |
|                                              | Château de Grillerin                       | Revonnas (Route de Tossiat)                                |                                                                   |                                                           | 46° 09′ 33″ N, 5° 19′ 42″ E |              |
| Château fort                                 | Château de Grilly                          | Grilly                                                     |                                                                   | XIIIe siècle                                              | 46° 19′ 41″ N, 6° 06′ 53″ E |              |
| Ruine ou disparu                             | Château de Groslée                         | Groslée-Saint-Benoît (Groslée)                             | Inscrit MH (1992) · Notice no PA00116617                          | site archéologique                                        | 45° 42′ 50″ N, 5° 33′ 39″ E |              |
|                                              | Château d'Honoré d'Urfé                    | Virieu-le-Grand                                            | Inscrit MH (1935) · Notice no PA00116597                          | XVe siècle                                                | 45° 50′ 51″ N, 5° 38′ 45″ E |              |
|                                              | Château d'Hostel                           | Belmont-Luthézieu (Belmont)                                |                                                                   |                                                           | 45° 53′ 14″ N, 5° 39′ 50″ E |              |
| Château fort · Ruine ou disparu              | Château de Jasseron                        | Jasseron                                                   | Inscrit MH (1927) · Notice no PA00116414                          | XIIIe siècle                                              | 46° 13′ 00″ N, 5° 20′ 03″ E |              |
|                                              | Château de Joyeux                          | Joyeux                                                     | Classé MH (2009) · Notice no PA01000022                           | fin du XIXe siècle                                        | 45° 57′ 58″ N, 5° 05′ 56″ E |              |
| Château fort                                 | Château de Juis                            | Savigneux (Juis)                                           | Inscrit MH (1984) · Notice no PA00116577                          | Xe et XIVe siècles                                        | 45° 59′ 06″ N, 4° 51′ 03″ E |              |
| Ruine ou disparu                             | Château de Léaz                            | Léaz                                                       |                                                                   |                                                           | 46° 05′ 55″ N, 5° 53′ 20″ E |              |
| Château fort · Ruine ou disparu              | Château de Longecombe                      | Hauteville-Lompnes                                         |                                                                   | XIIIe siècle                                              | 45° 56′ 59″ N, 5° 33′ 02″ E |              |
|                                              | Château de Longes                          | Sulignat (Longes)                                          | Inscrit MH (1991) · Notice no PA00116612                          | XVIIe et XIXe siècles                                     | 46° 11′ 06″ N, 4° 58′ 34″ E |              |
|                                              | Château de Loriol                          | Confrançon (Loriol)                                        | Inscrit MH (1994) · Notice no PA00132808                          | XIXe siècle                                               | 46° 16′ 44″ N, 5° 02′ 24″ E |              |
|                                              | Château de Loyes                           | Villieu-Loyes-Mollon                                       | Inscrit MH (2008) · Notice no PA01000030                          | XIXe siècle                                               | 45° 55′ 36″ N, 5° 13′ 50″ E |              |
| Château fort · Ruine ou disparu              | Château de Luisandre                       | Saint-Rambert-en-Bugey                                     |                                                                   | XIVe siècle                                               | 45° 58′ 41″ N, 5° 25′ 07″ E |              |
|                                              | Château de Luponnas                        | Vonnas (Route de Luponnas)                                 |                                                                   |                                                           | 46° 13′ 53″ N, 4° 58′ 35″ E |              |
|                                              | Château de Mâchuraz                        | Vieu (Clos de Machuraz)                                    | Inscrit MH (2006) · Notice no PA01000021                          | XIXe siècle                                               | 45° 53′ 56″ N, 5° 40′ 57″ E |              |
|                                              | Château de la Madeleine                    | Bourg-en-Bresse (Avenue Pierre Semard)                     | Patrimoine XXe siècle                                             |                                                           | 46° 12′ 06″ N, 5° 12′ 58″ E |              |
| Maison forte                                 | Château Marcel                             | Saint-Jean-de-Niost (Route de Port-Galland)                |                                                                   | XVIe siècle maison forte                                  | 45° 49′ 41″ N, 5° 13′ 08″ E |              |
|                                              | Château de Mareste                         | Chavannes-sur-Reyssouze                                    | Inscrit MH (1969) · Notice no PA00116371                          | XVIIe siècle                                              | 46° 25′ 49″ N, 5° 00′ 45″ E |              |
|                                              | Château de Marnix                          | Parves et Nattages (Nattages)                              |                                                                   |                                                           | 45° 42′ 59″ N, 5° 45′ 27″ E |              |
|                                              | Château de Meillonnas                      | Meillonnas                                                 | Inscrit MH (2007) · Notice no PA01000023                          | XVIe et XVIIIe siècles                                    | 46° 14′ 38″ N, 5° 21′ 05″ E |              |
|                                              | Château de Meximieux                       | Meximieux                                                  |                                                                   | XIIe et XIXe siècles                                      | 45° 54′ 26″ N, 5° 11′ 27″ E |              |
| Château fort · Ruine ou disparu              | Château de Miribel                         | Miribel                                                    |                                                                   | XIe siècle                                                | 45° 49′ 45″ N, 4° 56′ 56″ E |              |
|                                              | Château de Montagnieu                      | Montagnieu                                                 |                                                                   |                                                           | 45° 47′ 28″ N, 5° 28′ 15″ E |              |
|                                              | Château de Montbriand                      | Messimy-sur-Saône                                          | Inscrit MH (1989) · Notice no PA00116424                          | XVIIIe siècle                                             | 46° 02′ 36″ N, 4° 45′ 52″ E |              |
| Château fort                                 | Château du Montellier                      | Le Montellier                                              | Classé MH (2003) · Notice no PA00116430                           | XIIIe et XVe siècles                                      | 45° 56′ 34″ N, 5° 04′ 28″ E |              |
| Renaissance                                  | Château de Montépin                        | Bâgé-Dommartin (Allée de Montépin, Bâgé-la-Ville)          |                                                                   | XVe siècle                                                | 46° 17′ 45″ N, 4° 56′ 25″ E |              |
| Maison forte                                 | Château de Montferrand                     | Lagnieu                                                    | Inscrit MH (1990) · Notice no PA00116607                          | XVe siècley maison forte                                  | 45° 54′ 14″ N, 5° 20′ 46″ E |              |
| Ruine ou disparu                             | Château de Montgriffon                     | Nivollet-Montgriffon                                       |                                                                   |                                                           |                             |              |
| Maison forte                                 | Maison forte de Montherot                  | Balan                                                      |                                                                   | XIVe et XVIIe siècles accueille un établissement scolaire | 45° 50′ 02″ N, 5° 05′ 40″ E |              |
| Château fort · Ruine ou disparu              | Château de Montluel                        | Montluel                                                   |                                                                   | XIe et XIIe siècles                                       | 45° 51′ 12″ N, 5° 03′ 07″ E |              |
|                                              | Château de Montplaisant                    | Montagnat (Montplaisant)                                   | Inscrit MH (1981) · Notice no PA00116428                          | XVIIIe et XIXe siècles                                    | 46° 10′ 21″ N, 5° 17′ 38″ E |              |
| Château fort · Ruine ou disparu              | Château de Montréal                        | Montréal-la-Cluse                                          |                                                                   | XIIIe siècle                                              | 46° 11′ 10″ N, 5° 34′ 02″ E |              |
|                                              | Château de Montribloud                     | Saint-André-de-Corcy (Montribloud)                         |                                                                   | XIVe et XVIIIe siècles néo-classique                      | 45° 55′ 01″ N, 4° 54′ 52″ E |              |
| Château fort                                 | Château de Montvéran                       | Culoz                                                      | Inscrit MH (1946) · Notice no PA00116390                          | XIVe siècle                                               | 45° 51′ 00″ N, 5° 46′ 38″ E |              |
|                                              | Tour de Montvert                           | Lagnieu                                                    |                                                                   |                                                           | 45° 55′ 03″ N, 5° 21′ 09″ E |              |
|                                              | Château de Murs                            | Murs-et-Gélignieux                                         |                                                                   |                                                           | 45° 38′ 29″ N, 5° 39′ 58″ E |              |
| Maison forte                                 | Château de Musinens                        | Bellegarde-sur-Valserine (Rue de Musinens)                 |                                                                   | XIVe siècle poste fortifié                                | 46° 06′ 55″ N, 5° 49′ 13″ E |              |
|                                              | Château de Noirefontaine                   | Montagnat (Noirefontaire)                                  |                                                                   |                                                           | 46° 10′ 01″ N, 5° 16′ 04″ E |              |
|                                              | Château de Pennesuyt                       | Bourg-en-Bresse (Route de Ceyzeriat)                       | Inscrit MH (1987) · Notice no PA00116319                          | XVIIe siècle                                              | 46° 12′ 08″ N, 5° 15′ 16″ E |              |
|                                              | Château de Peyrieu                         | Peyrieu (Route du Château)                                 |                                                                   |                                                           | 45° 40′ 53″ N, 5° 40′ 22″ E |              |
|                                              | Chartreuse de Pierre-Châtel                | Virignin                                                   | Classé MH (1999) · Notice no PA00116600                           | XIVe et XVIIe siècles                                     | 45° 42′ 38″ N, 5° 43′ 24″ E |              |
|                                              | Château de Pionneins                       | Illiat (Tang)                                              |                                                                   |                                                           | 46° 11′ 10″ N, 4° 52′ 21″ E |              |
| Château fort                                 | Château du Plantay                         | Le Plantay                                                 | Inscrit MH (1991) · Notice no PA00116611                          | XIVe siècle, édifice fortifié                             | 46° 01′ 18″ N, 5° 04′ 53″ E |              |
|                                              | Château de Polletins                       | Mionnay (Chemin de la Forêt)                               |                                                                   |                                                           | 45° 53′ 48″ N, 4° 55′ 02″ E |              |
|                                              | Château de Pommier                         | Saint-Martin-du-Mont (Saint-Martin-du-Mont)                |                                                                   | XIIIe et XVIIIe siècles                                   | 46° 06′ 27″ N, 5° 19′ 47″ E |              |
| Château fort                                 | Château de Poncin                          | Poncin                                                     | Inscrit MH (1970) · Notice no PA00116531                          | XIIIe et XVIIIe siècles                                   | 46° 05′ 13″ N, 5° 24′ 38″ E |              |
|                                              | Château de Pont-d'Ain                      | Pont-d'Ain                                                 | Inscrit MH (2004) · Notice no PA00116532                          | XVe et XIXe siècles                                       | 46° 03′ 09″ N, 5° 20′ 41″ E |              |
|                                              | Château de Pont-de-Veyle                   | Pont-de-Veyle                                              | Inscrit MH (1972, 2020) · Notice no PA00116533                    | XVIe siècle                                               | 46° 15′ 57″ N, 4° 53′ 05″ E |              |
|                                              | Château de Prévessin-Moëns                 | Prévessin-Moëns (Route de Saint-Genis)                     |                                                                   |                                                           | 46° 15′ 16″ N, 6° 04′ 28″ E |              |
|                                              | Château de Pyrimont                        | Chanay (Route de Pyrimont)                                 |                                                                   |                                                           | 46° 00′ 43″ N, 5° 48′ 17″ E |              |
|                                              | Château des Quinsonnas                     | Chanay (Route de Quinsonnas)                               |                                                                   | XIXe siècle                                               | 46° 00′ 21″ N, 5° 47′ 10″ E |              |
| Château fort · Ruine ou disparu              | Château de Richemont                       | Villette-sur-Ain                                           | Inscrit MH (1927) · Notice no PA00116596                          | XIIIe siècle                                              | 46° 00′ 34″ N, 5° 16′ 18″ E |              |
| Maison forte                                 | Manoir de la Rigaudière                    | Jassans-Riottier                                           | Inscrit MH (1996) · Notice no PA01000002                          | XVe et XVIe siècles maison forte                          | 45° 58′ 09″ N, 4° 45′ 21″ E |              |
|                                              | Château de Rivoire                         | Montagnat (Route de Tossiat)                               |                                                                   |                                                           | 46° 09′ 34″ N, 5° 18′ 03″ E |              |
|                                              | Château de La Roche                        | Saint-Martin-du-Mont (Saint-Martin-du-Mont)                |                                                                   | vers 1285                                                 | 46° 05′ 44″ N, 5° 19′ 08″ E |              |
| Château fort · Ruine ou disparu              | Château de Rochefort-sur-Séran             | Cressin-Rochefort                                          |                                                                   | XIIIe siècle                                              | 45° 47′ 17″ N, 5° 46′ 03″ E |              |
|                                              | Château de Romanèche                       | Montluel (Romanèche)                                       |                                                                   |                                                           | 45° 54′ 06″ N, 4° 59′ 56″ E |              |
|                                              | Château de Romans                          | Garnerans (Chemin de Romans)                               |                                                                   |                                                           | 46° 11′ 57″ N, 4° 50′ 54″ E |              |
|                                              | Château de Romans                          | Romans                                                     |                                                                   | XIVe et XIXe siècles                                      | 46° 07′ 04″ N, 5° 01′ 25″ E |              |
|                                              | Château du Roquet                          | Trévoux                                                    |                                                                   |                                                           |                             |              |
| Manoir, gentilhommière                       | Château de Rossillon                       | Rossillon                                                  | Inscrit MH (2005) · Notice no PA01000015                          | XIVe siècle, manoir                                       | 45° 49′ 55″ N, 5° 35′ 45″ E |              |
| Maison forte · Ruine ou disparu              | Château de Rougemont                       | Aranc                                                      |                                                                   | XIIe siècle, maison forte                                 | 46° 00′ 21″ N, 5° 31′ 32″ E |              |
| Château fort · Ruine ou disparu              | Château de Saint-André                     | Briord                                                     | Classé MH (1862) · Notice no PA00116352                           | XIIIe siècle                                              | 45° 46′ 27″ N, 5° 28′ 44″ E |              |
| Motte castrale ou féodale · Ruine ou disparu | Motte castrale de Saint-André-de-Corcy     | Saint-André-de-Corcy (Rue de la poype)                     | Inscrit MH (1989) · Notice no PA00116604                          | XIe siècle                                                | 45° 55′ 28″ N, 4° 58′ 43″ E |              |
| Château fort · Ruine ou disparu              | Château de Saint-Bernard                   | Saint-Bernard (Au Bourguignon 152, avenue Suzanne-Valadon) | Classé MH (1997) · Notice no PA00116614                           | XIVe et XVIIe siècles                                     | 45° 56′ 40″ N, 4° 43′ 58″ E |              |
|                                              | Château de Loize                           | Saint-Cyr-sur-Menthon (Allée du Château)                   |                                                                   | Xe siècle                                                 | 46° 17′ 33″ N, 4° 58′ 21″ E |              |
| Motte castrale ou féodale · Ruine ou disparu | Poype de Saint-Cyr-sur-Menthon             | Saint-Cyr-sur-Menthon (Route de la Motte Castrale)         |                                                                   | Xe siècle                                                 | 46° 16′ 38″ N, 4° 58′ 28″ E |              |
| Château fort · Ruine ou disparu              | Château de Saint-Denis-en-Bugey            | Saint-Denis-en-Bugey                                       | Classé MH (1899) · Notice no PA00116547                           | XIIIe siècle                                              | 45° 56′ 57″ N, 5° 20′ 02″ E |              |
| Château fort · Ruine ou disparu              | Château de Saint-Germain                   | Ambérieu-en-Bugey                                          |                                                                   | XIIe et XIVe siècles                                      | 45° 56′ 55″ N, 5° 22′ 36″ E |              |
| Maison forte                                 | Maison forte de Saint-Germain              | Ambérieu-en-Bugey                                          | Inscrit MH (1984) · Notice no PA00116289                          | XIVe et XVe siècles                                       | 45° 56′ 57″ N, 5° 22′ 22″ E |              |
|                                              | Château de Saint-Jean                      | Mogneneins (Chemin Saint Jean)                             |                                                                   |                                                           | 46° 08′ 12″ N, 4° 48′ 29″ E |              |
| Motte castrale ou féodale · Ruine ou disparu | Motte castrale de Saint-Jean-de-Thurigneux | Saint-Jean-de-Thurigneux (Ligneux)                         | Inscrit MH (1989) · Notice no PA00116605                          | XIIe et XVIIe siècles                                     | 45° 57′ 47″ N, 4° 53′ 01″ E |              |
|                                              | Château de Saint-Martin                    | Saint-Étienne-sur-Chalaronne (Chemin de Saint-Martin)      |                                                                   | grande bâtisse                                            | 46° 09′ 07″ N, 4° 50′ 41″ E |              |
|                                              | Château de Saint-Maurice-de-Rémens         | Saint-Maurice-de-Rémens                                    |                                                                   | XVIIIe siècle                                             | 45° 57′ 23″ N, 5° 16′ 31″ E |              |
|                                              | Château de Sainte-Croix                    | Sainte-Croix                                               |                                                                   |                                                           | 45° 53′ 33″ N, 5° 03′ 21″ E |              |
| Maison forte                                 | Château de Sainte-Julie                    | Sainte-Julie                                               | Inscrit MH (1984) · Notice no PA00116556                          | XIIIe et XVe siècles, maison forte                        | 45° 51′ 54″ N, 5° 16′ 48″ E |              |
| Château fort                                 | Château de Saix                            | Péronnas                                                   | Inscrit MH (1987) · Notice no PA00116448                          | XIIIe et XVIe siècles                                     | 46° 09′ 52″ N, 5° 13′ 26″ E |              |
|                                              | Château de Salvert                         | Attignat (Allée du Château)                                |                                                                   | XIIIe et XIVe siècles                                     | 46° 17′ 32″ N, 5° 09′ 40″ E |              |
|                                              | Château de Sandrans                        | Sandrans                                                   |                                                                   |                                                           | 46° 03′ 50″ N, 4° 58′ 55″ E |              |
|                                              | Château des Sardières                      | Bourg-en-Bresse (Avenue de Jasseron)                       |                                                                   |                                                           | 46° 12′ 49″ N, 5° 15′ 32″ E |              |
|                                              | Château de Sérans                          | Mogneneins (Montée de Serrans)                             |                                                                   |                                                           | 46° 09′ 11″ N, 4° 49′ 01″ E |              |
|                                              | Château de Sermenaz                        | Neyron (Sermenaz)                                          |                                                                   | XIXe siècle                                               | 45° 49′ 05″ N, 4° 55′ 24″ E |              |
| Château fort                                 | Château de la Serraz                       | Seillonnaz                                                 | Inscrit MH (1978) · Notice no PA00116578                          | XIIIe siècle                                              | 45° 48′ 05″ N, 5° 29′ 24″ E |              |
|                                              | Château des Seychallets                    | Seyssel                                                    |                                                                   |                                                           | 45° 57′ 07″ N, 5° 49′ 53″ E |              |
|                                              | Château des sires de Bâgé                  | Bâgé-le-Châtel (Chemin de Ronde)                           |                                                                   | XIVe et XIXe siècles                                      | 46° 18′ 23″ N, 4° 55′ 40″ E |              |
| Ruine ou disparu                             | Château du Soleil                          | Beynost                                                    |                                                                   |                                                           | 45° 49′ 47″ N, 4° 59′ 57″ E |              |
|                                              | Château de Sure                            | Saint-André-de-Corcy                                       |                                                                   |                                                           | 45° 55′ 51″ N, 4° 57′ 51″ E |              |
|                                              | Château de Tanay                           | Saint-Didier-de-Formans (Chemin de Tanay)                  |                                                                   |                                                           | 45° 57′ 21″ N, 4° 46′ 22″ E |              |
|                                              | Château de La Teyssonnière                 | Buellas (Chemin de la Teyssonière)                         |                                                                   | XIXe siècle                                               | 46° 12′ 12″ N, 5° 08′ 32″ E |              |
| Château fort · Ruine ou disparu              | Château de Thol                            | Neuville-sur-Ain                                           | Inscrit MH (1927) · Notice no PA00116443                          | XIIIe siècle                                              | 46° 03′ 57″ N, 5° 22′ 06″ E |              |
|                                              | Château de la Tour                         | Neuville-sur-Ain (RN 84)                                   | Inscrit MH (2006) · Notice no PA01000019                          | XIXe siècle                                               | 46° 04′ 33″ N, 5° 22′ 27″ E |              |
| Maison forte                                 | Château de la Tour-des-Échelles            | Jujurieux                                                  | Inscrit MH (1949) · Classé MH (1977) · Notice no PA00116416       | XIIe et XVIe siècles, tour forte                          | 46° 02′ 18″ N, 5° 24′ 37″ E |              |
| Maison forte                                 | Château de la Tour de Grilly               | Grilly                                                     | Inscrit MH (1987) · Notice no PA00116408                          | XVe et XVIIIe siècles, maison forte                       | 46° 19′ 53″ N, 6° 06′ 52″ E |              |
| Motte castrale ou féodale · Ruine ou disparu | Poype de Tramoyes                          | Tramoyes                                                   | Notice no IA01000266                                              | IXe siècle                                                | 45° 52′ 21″ N, 4° 58′ 06″ E |              |
|                                              | Château de Treffort                        | Val-Revermont (Rue du Bon Gravier)                         |                                                                   |                                                           | 46° 16′ 25″ N, 5° 22′ 17″ E |              |
| Château fort · Ruine ou disparu              | Château de Trévoux                         | Trévoux                                                    | Classé MH (1913) · Notice no PA00116582                           | XVe et XVIe siècles                                       | 45° 56′ 36″ N, 4° 46′ 30″ E |              |
|                                              | Château de Vanans                          | Saint-Didier-sur-Chalaronne (Route de Flurieux)            |                                                                   | XIXe siècle                                               | 46° 09′ 56″ N, 4° 49′ 15″ E |              |
|                                              | Château de Varambon                        | Varambon                                                   | Inscrit MH (2007) · Notice no PA01000025                          | XVIIIe et XIXe siècles                                    | 46° 02′ 26″ N, 5° 18′ 50″ E |              |
|                                              | Château de Varax                           | Saint-Paul-de-Varax                                        | Inscrit MH (1981) · Notice no PA00116562                          | XVe siècle                                                | 46° 05′ 59″ N, 5° 08′ 34″ E |              |
|                                              | Château de Varepe                          | Groslée-Saint-Benoît (Varepe, Groslée)                     | Inscrit MH (1985) · Notice no PA00116409                          | XVe et XVIe siècles                                       | 45° 43′ 10″ N, 5° 34′ 38″ E |              |
| Château fort                                 | Château de Varey                           | Saint-Jean-le-Vieux                                        | Inscrit MH (1983) · Notice no PA00116554                          | XIIIe et XVe siècles                                      | 46° 01′ 36″ N, 5° 24′ 16″ E |              |
|                                              | Château de la Vénerie                      | Mogneneins (Grand rue de Flurieux)                         |                                                                   |                                                           | 46° 08′ 46″ N, 4° 48′ 51″ E |              |
|                                              | Château de la Vernay                       | Revonnas (Chemin de la Vernay)                             |                                                                   |                                                           | 46° 09′ 41″ N, 5° 19′ 56″ E |              |
|                                              | Château de Vesancy                         | Vesancy                                                    | Inscrit MH (2016) · Notice no PA01000043                          | XIVe et XVIIIe siècles                                    | 46° 20′ 53″ N, 6° 05′ 21″ E |              |
| Ruine ou disparu                             | Poype de Villars                           | Villars-les-Dombes                                         | Classé MH (1905) · Notice no PA00116595                           | XIIe et XVIe siècles                                      | 46° 00′ 11″ N, 5° 01′ 46″ E |              |
| Maison forte                                 | Maison forte de Villon                     | Villeneuve                                                 | Classé MH (1992) · Notice no PA00116608                           | XIVe siècle                                               | 46° 03′ 11″ N, 4° 50′ 38″ E |              |
|                                              | Château de Volognat                        | Nurieux-Volognat                                           |                                                                   |                                                           | 46° 10′ 35″ N, 5° 30′ 41″ E |              |